# Geodeta

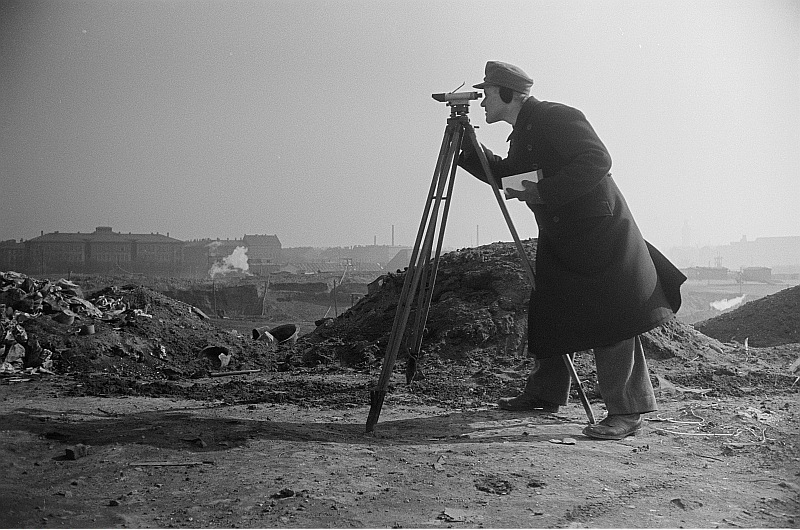
Geodeta przeprowadzający pomiary (Lipsk, 1952)

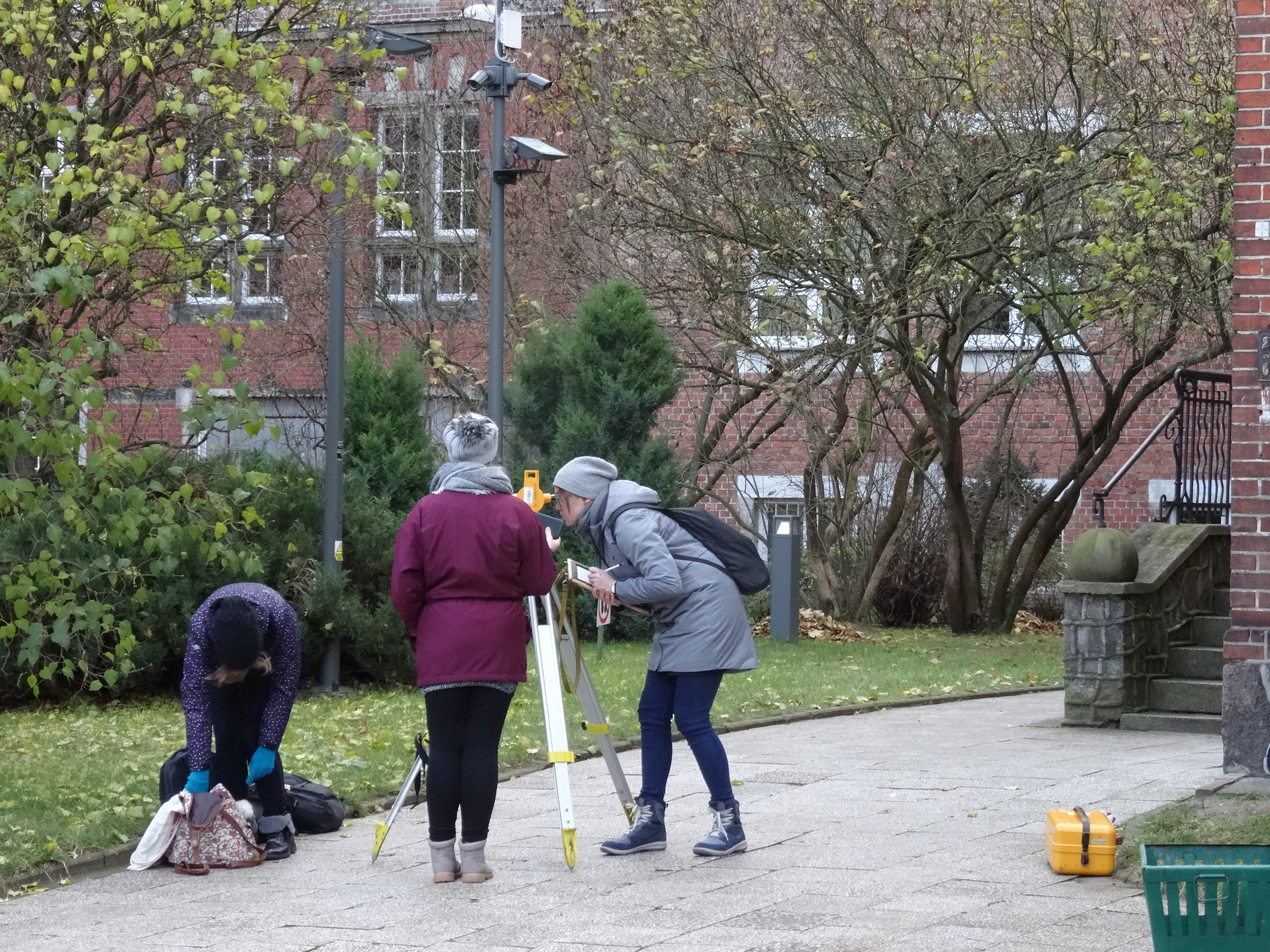
Studenci Wydziału Geodezji Politechniki Gdańskiej.

Geodeta – osoba zajmująca się geodezją.
Przed II wojną światową zawód geodety polegał na zajmowaniu się geodezją jako dyscypliną naukową (dziedziną wiedzy), natomiast osoba zajmująca się miernictwem – wykonująca prace geodezyjne związane z pomiarami małych powierzchni (geodezja niższa) – nazywała się mierniczym przysięgłym i była osobą wykonującą zawód zaufania publicznego. Taki podział należał do polskiej tradycji i został zmieniony z powodów politycznych po 1945.
Aby geodeta mógł pełnić samodzielne funkcje w dziedzinie geodezji i kartografii, musi mieć odpowiednie uprawnienia zawodowe.

## Kompetencje opisane w ustawie
Zgodnie z obowiązującym prawem geodezyjnym i kartograficznym, stosowane potocznie określenie „geodety uprawnionego” nie występuje a jedynie wskazuje, że wykonywanie samodzielnych funkcji przez geodetę upoważnia do:
1. kierowania pracami geodezyjnymi i pracami kartograficznymi, podlegającymi zgłoszeniu do państwowego zasobu geodezyjnego i kartograficznego, oraz sprawowania nad nimi bezpośredniego nadzoru;
2. wykonywania czynności rzeczoznawcy z zakresu prac geodezyjnych i kartograficznych, podlegających zgłoszeniu do państwowego zasobu geodezyjnego i kartograficznego;
3. pełnienia funkcji inspektora nadzoru z zakresu geodezji i kartografii;
4. wykonywania czynności technicznych i administracyjnych związanych z rozgraniczaniem nieruchomości;
5. wykonywania prac geodezyjnych i kartograficznych niezbędnych do dokonywania wpisów w księgach wieczystych oraz prac, w wyniku których mogłoby nastąpić zagrożenie dla zdrowia lub życia ludzkiego.

Ponadto, jeżeli przy wykonywaniu funkcji mierniczych górniczych, asystentów mierniczych górniczych lub biegłych sądowych jest niezbędne prowadzenie prac geodezyjnych i kartograficznych podlegających obowiązkowi zgłoszenia do państwowego zasobu geodezyjnego i kartograficznego, osoby wykonujące te prace powinny posiadać uprawnienia zawodowe zgodnie z przepisami ustawy prawo geodezyjne i kartograficzne – być geodetą uprawnionym.

## Organizacje międzynarodowe
- Międzynarodowa Federacja Geodetów (FIG)
- Międzynarodowa Organizacja Studentów Geodezji (IGSO)